# Havdrill (schip, 1973)
De Havdrill is een boorschip gebouwd in Schiedam door IHC Gusto voor de Noorse Nordic Offshore Drilling Company. Het was de tweede van een serie van tien boorschepen van de Pélican-klasse uitgerust met een dynamisch positioneringssysteem.
In 1976 werd het schip verkocht aan het Canadese Dome Petroleum en omgedoopt naar Canmar Explorer III. Dome werd in 1987 overgenomen door Amoco Canada. In 1997 werd het schip verkocht aan Merit Maritime die het Explorer III noemde, wat korte tijd later Northern Explorer III werd toen Northern Offshore het beheer overnam. Toen in 2005 Neptune Marine Invest het schip overnam, veranderde de naam in Neptune Explorer. In 2010 werd de naam Jasper Explorer.